# 1Lib1Ref

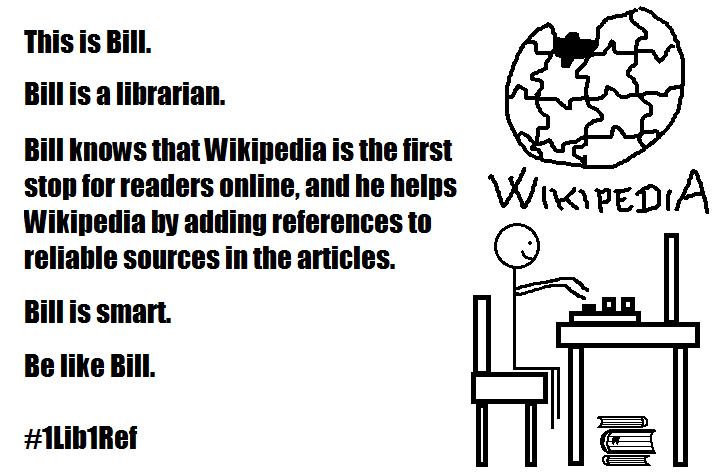
Мем Be like Bill, пов'язаний з кампанією

#1Lib1Ref (деякими романськими мовами також #1Bib1Ref) — це кампанія Вікіпедії, яка запрошує кожного бібліотекаря на Землі взяти участь у проєкті онлайн-енциклопедії, а саме покращуючи статті шляхом додавання посилань на джерела інформації.
Перша кампанія пройшла в січні 2016 року #1Lib1Ref і збіглася з 15-річчям заснування Вікіпедії. Назва кампанії розшифровується як One librarian, one reference, тобто «Один бібліотекар, одне посилання»: організатори підрахували, що якби кожен бібліотекар на планеті витратив 15 хвилин на додавання джерела інформації, об'єднані зусилля ліквідували б запас роботи в англійській Вікіпедії в обсязі 350 000 приміток «джерело?» у статтях. Вступний захід, що започаткував кампанію, тривав упродовж тижня, з 15 по 23 січня 2016 року, та використовував хештег #1lib1ref на різних платформах соціальних мереж.

## Підсумки першої кампанії
Результатом першого запуску кампанії стали 1232 редагування на 879 сторінках 327 користувачами 9 мовами, в описі яких (редагувань) було використано хештег #1lib1ref; ці цифри, ймовірно, нижчі за реальний вплив кампанії, оскільки було помічено, що багато учасників пропускають хештег в описі редагування. У Твіттері хештег #1lib1ref використовувався в понад 1100 твітах понад 630 користувачів.

## Повторювана подія
Кампанію повторили в наступні роки і зберегли як щорічне святкування дня народження Вікіпедії, розширивши до тритижневого заходу, а згодом почали проводити двічі на рік. Кампанія 1Lib1Ref є частиною стратегії GLAM Фонду Вікімедіа для залучення бібліотекарів до покращення Вікіпедії та інших проєктів Вікімедіа (як було заплановано на 2022 рік).